# Корец, Ян Хризостом
Ян Хризостом Корец (словац. Ján Chryzostom Korec; 22 января 1924, Бошаны (Словакия), Тренчинский край — 24 октября 2015, Нитра) — словацкий кардинал, иезуит. Епископ с 24 августа 1951. Епископ Нитры с 6 февраля 1990 по 9 июня 2005. Первый председатель Конференции католических епископов Словакии с 1992 по 1993. Кардинал-священник с титулом церкви Санти-Фабиано-э-Венанцио-а-Вилла-Фьорелли с 28 июня 1991.

## Ранняя жизнь, священство и тайное епископство
В 1939 году вступил в Общество Иисуса, изучал теологию и философию, готовился стать священником. После прихода к власти в Чехословакии коммунистов начались репрессии против Церкви, орден иезуитов был запрещён, множество епископов и священников брошено в тюрьму или изгнано из страны. В 1950 году Ян Корец был тайно рукоположён в священники, а уже через год 24 августа 1951 года подпольно рукоположён в епископы, став в 27-летнем возрасте самым молодым епископом мира. Проводивший подпольную хиротонию на частной квартире епископ Павол Гнилица вскоре был вынужден эмигрировать, епископ Корец был лишён возможности открыто исполнять церковное служение и последующие 9 лет после хиротонии работал на фабрике простым рабочим. Параллельно он активно вёл подпольную церковную деятельность — руководил работой подпольной духовной семинарии, тайно рукополагал её выпускников (всего он совершил 120 тайных рукоположений за годы коммунистического правления), организовывал подпольные монашеские общины, налаживал самиздатовский выпуск религиозной литературы.

## Арест при коммунистическом режиме
В 1960 году арестован. В период 8-летнего заключения заботился о других заключённых и духовно поддерживал их. Освобождён в 1968 году по амнистии, объявленной во время Пражской весны, но запрет на священническую деятельность сохранялся. После освобождения работал дворником и фабричным рабочим. В 1974 году вновь арестован, 4 года отбывал заключение, в 1978 году амнистирован из-за плохого состояния здоровья.

## После падения коммунистического режима
После падения коммунистического режима смог наконец исполнять своё епископское служение. 6 февраля 1990 года он получил пост епископа Нитры, а 28 июня 1991 года папа Иоанн Павел II назначил Яна Кореца кардиналом с титулом церкви Санти-Фабиано-э-Венанцио-а-Вилла-Фьорелли. С 1992 по 1993 год кардинал Корец был председателем вновь образованной Конференции католических епископов Словакии.
9 июня 2005 года подал в отставку с поста епископа Нитры из-за преклонного возраста и плохого здоровья. Его преемником стал епископ Вилиам Юдак.
24 августа 2011 года в Словакии широко отмечалось 60-летие епископской хиротонии кардинала Кореца. Папа Бенедикт XVI лично поздравил юбиляра телеграммой.
Кардинал Ян Хризостом Корец скончался 24 октября 2015 года, в Нитре, Словакия.

## Награды
- Орден Андрея Глинки 1 класса (21 января 1999 года)[6].
- Орден Людовита Штура 1 класса (31 августа 1995 года)[6].
- Почётный гражданин Братиславы (26 мая 1994 года)[7].